# Промисловість переробки відходів і вторинної сировини України
Переробка вторинної сировини та відходів — галузь переробної промисловості яка займається утилізацією та рециклюванням органічних та твердих побутових, а також промислових відходів. Доповнює сировинну базу для інших галузей промисловості.
Щороку в Україні утворюється майже 450 млн тонн відходів, з яких на переробку йде не більше ніж 3 %. Решту захоронюють на полігонах, площа яких — 167 тисяч гектарів — перевищує територію природно-заповідного фонду країни. За приблизними даними, на сміттєзвалищах зосереджено близько 30 млрд тонн побутового сміття — «клондайк» для переробників. Однак замість того, щоб перероблювати відходи і отримувати від цього зиск, як це відбувається у цивілізованих країнах, де переробляється до 60 % скла, паперу, пластику та інших відходів, потенційні бюджетні кошти України роками перегнивають на полігонах, паралельно забруднюючи навколишнє середовище.
Формально вторинна переробка в Україні регулюється законами України «Про охорону навколишнього природного середовища», «Про забезпечення санітарного та епідемічного благополуччя населення», «Про поводження з радіоактивними відходами», «Про металобрухт» та Кодексом України про надра.

## Історія
Від 1 січня 2018 року набула чинності правка до Закону України «Про відходи», яка забороняє захоронення неперероблених відходів. З цього часу, згідно зі змінами, міста і села мають забезпечити сортування сміття для переробки та захоронення частини відходів на полігонах які не підлягають переробці. Спалювання сміття дозволяється лише на спеціально призначених для цього підприємствах чи об'єктах та на енергетичні цілі з метою одержання теплової та електричної енергії. Законом заборонено проєктування, будівництво та експлуатація полігонів побутових відходів без оснащення системами захисту ґрунтових вод, вилучення та знешкодження біогазу та фільтрату. Відповідно до європейських норм, придатні для повторного використання відходи повинні відправлятися на відповідні підприємства, безпечні — відвозитися на полігони ТПВ, а з небезпечними проводитимуться необхідні для знешкодження операції. При цьому на звичайні сміттєзвалища не мають потрапляти відходи, які розкладаються біологічним шляхом.
В листопаді 2018 року з'явилася інформація, що компанія Tus Sunergy Company Limited незабаром побудує сміттєпереробний завод в Україні. Відповідний меморандум про співпрацю і взаєморозуміння з Українською асоціацією Шовкового шляху SilkLink вже підписано інвестором. Перший завод мають намір розташувати в Білій Церкві (Київська область), але на цей момент остаточного рішення немає, оскільки тривають переговори з місцевою владою. Обсяг інвестицій в будівництво заводу становитиме 140 млн євро. Термін реалізації проєкту — приблизно 5 років.
Початково мова йде лише один завод в Київській області, але проєкт розраховують розширити та профінансувати будівництво 10 заводів в різних регіонах України. Завдяки реалізації проєкту Tus Sunergy Company Limited прогнозує скорочення площі сміттєвих полігонів в Україні на 30 %.
В лютому 2019 року Кабінет Міністрів України схвалив Національний план управління відходами до 2030 року. План являє собою детальну маршрутну карту реалізації стратегії управління відходами, завданням якої є побудова в Україні системи управління відходами згідно з європейськими стандартами.
Серед ключових положень плану можна виділити:
- пакет завдань щодо кожного виду відходів: від прийняття необхідної правової бази до конкретних заходів зі збирання, переробки та утилізації;
- розробка регіональних планів управління відходами;
- будівництво регіональних полігонів відходів, що не є небезпечними;
- будівництво регіональних комплексів з відновлення побутових відходів;
- прийняття законопроєкту «Про муніципальні відходи»;
- розробка нових ДБН щодо полігонів.

Стратегія повинна внормувати та закріпити правила та принципи поводження з відходами, завдяки чому в Україні планують поліпшити ситуацію з накопиченням побутових відходів та запобігти створенню зон екологічних лих.
Затвердження Національного плану отримало схвальну оцінку від представництва ЄС в Україні. Прийняття Національного плану — позитивний і важливий крок до гармонізації української політики і законодавства у сфері управління відходами із законодавством ЄС.

## Сортування ТПВ
Станом на середину 2018 року, перший в Україні сучасний комплекс з переробки ТПВ, з системою збору полігонного газу і виробництва електроенергії, будується в Дергачівському районі Харківської області. Комплекс складатиметься з чотирьох окремих майданчиків для складування сміття, які будуть ізольовані спеціальною гідроізоляційною мембраною.
У перший рік роботи комплексу заплановано виробити від 13,5 млн кВт електроенергії на рік, а на десятий рік — до 42 млн кВт. Звалищний газ, який утворюється при гнитті сміття, перероблятиметься в газогенераторах в електроенергію і подаватиметься до мережі. З метою видобутку газу на полігоні, що нині діє і на старому вже пробурили близько 30 свердловин.
Термін експлуатації комплексу становитиме більше 50 років з умовою введення нових ліній. Фінансування проєкту здійснює Всесвітній банк. Завершення усіх робіт планується до кінця 2019 року.
Найбільший в Україні завод з перероблення відходів може з'явитися в Житомирі вже в 2019 році. Проєкт будівництва заводу вартістю 7-10 млн євро та потужністю близько 82 тис. тонн відходів в рік буде використовувати новітню технологію перероблення ТПВ.
Олександрівська сільрада Вознесенського району уклала договір з розробки проєктно-кошторисної документації комплексу з переробки органічних відходів. Проєкт переробного заводу органічних відходів рослинної сировини в електричну і теплову енергію повинен бути готовий до 31 грудня 2018 року.
У Менській об'єднаній територіальній громаді Чернігівської області з'явиться сміттєпереробний завод потужністю 250 тисяч тон твердих побутових відходів (ТПВ) на рік. Планується, що завод буде модульний і будуватиметься поетапно поблизу міського сміттєзвалища. Завод зможе переробляти більше половини усіх ТПВ Чернігівщини. На заводі працюватимуть 120 осіб. Крім того, з відходів отримуватимуть газ, який використовуватиметься для потреб Менської громади.
Будівництво заводу проводитимуть за гроші австрійських інвесторів. Відходи на завод будуть завозитись як з офіційних сміттєзвалищ, так і зі стихійних.

### Небезпечні відходи
В промзоні села Партизанське, що під Дніпром, збираються будувати невелике підприємство з утилізації небезпечних відходів, в тому числі ртутних ламп.
21 листопада 2018 Кабінет Міністрів підтримав позицію Мінприроди та схвалив зміни щодо контролю за транскордонним перевезенням небезпечних відходів та їх утилізацією. Від цього часу суб'єкти господарювання зможуть самостійно обирати, де утилізовувати непридатні для використання та заборонені до застосування хімічні засоби захисту рослин — в Україні чи за її межами. Ця ситуація давно потребувала вирішення, оскільки в Україні ще з часів колишнього СРСР накопичилося понад 8,5 тис. тонн непридатних для використання та заборонених до застосування пестицидів. Уряд не лише підтримав Мінприроди, але й допоміг привести нормативно-правові акти, що регулюють цю сферу, у відповідність з міжнародними вимогами, зокрема Базельської конвенції.
На Вінниччині заплановане будівництво заводу для утилізації застарілих пестицидів.
Під Харковом добігає до кінця перша черга будівництва нового сміттєпереробного комплексу на Дергачівському полігоні твердих побутових відходів.

### Переробка
В 2021 році планувалося будівництво Херсонського сміттєпереробного заводу.
В 2023 році було збудовано перший приватний Житомирський сміттєпереробний завод, потужністю – 85 000 тонн відходів на рік.
У червні 2023 року тривало будівництво Берегівського сміттєпереробного заводу.
У жовтні 2023 року Міністерство екології України запропонувало збудувати у Полтавський сміттєпереробний завод, який буде повністю утилізувати тверді побутові відходи. Такі заводи одночасно можуть з’явитися ще у Лубнах, Кременчуці, Кобеляках та Зінькові.
Станом на листопад 2023 року на стадії будівництва перебував Львівський сміттєпереробний завод. Станом на 31 липня 2024 року готовність будівельної частини сміттєпереробного заводу у Львові складає 65%. Запустити проєкт планують до кінця 2024 - початку 2025 року. Зокрема, запуск заводу збігатиметься з запуском у Львові адміністратора побутових відходів.
У липні 2024 року планується будівництво Луцького сміттєпереробного заводу.

### Будівельне сміття
Великою проблемою залишається переробка будівельного сміття, особливо зважаючи на величчезне зростання його обсягу у зв'язку із руйнуваннями спричиненими російсько українською війною. В Україні від початку повномасштабного вторгнення накопичилося вже 670 тисяч тонн відходів руйнації.

## Спалювання
Станом на 2013 рік в Україні було тільки 4 сміттєспалювальних заводи — у Києві, Дніпрі, Харкові, Севастополі, працював тільки київський завод «Енергія». До 1996 року будувався також завод у Донецьку, обладняння для якого пізніше було перевезене до Харкова.

## Біогаз
Біогазові потужності в Україні нарощуються. Ще на кінець 2014 р. в країні було 10 біогазових установок загальною потужністю 15 МВт, а станом на кінець II кварталу 2018 року — 29 установок потужністю 41 МВт.
У Кропивницькому на міському полігоні твердих побутових відходів встановлять біогазову установку за 1,5 млн євро. Проєкт будівництва комплексу з дегазації розробляє ТОВ «ЛНК». Згідно з ліцензійними умов полігони в Україні мають бути облаштовані системою дегазацію вже до 1 січня 2020 року.

## Відпрацьоване ядерне паливо
В січні 2018 року під час ознайомчого візиту Голови Державної інспекції ядерного регулювання України Григорій Плачков, особливу увагу було приділено стану робіт за проєктом завершення будівництва сховища відпрацьованого ядерного палива № 2 (СВЯП-2). На об'єкті тривають комплексні випробування обладнання, після завершення яких у 2018 році планується проведення «гарячих» випробувань. На майданчику будівництва СВЯП-2 головний інженер проєкту підвищення безпеки Андрій Савін та представники генерального підрядника Holtec International ознайомили гостя із ходом виконання робіт та майбутніми планами. Після цього делегація у супроводі керівництва ЧАЕС та Групи управління проєктом "План здійснення заходів на об'єкті «Укриття» здійснила технічний тур новим безпечним конфайнментом.

## Підприємства
- Укрекоресурси
- Київміськвторресурси
- Український центр поводження з відходами ukrcpv.com.ua
- Регіон-2001 region-2001.com.ua
- Екологічна компанія «Рада»

## Полігони
- Грибовицьке сміттєзвалище